# Leibzoll

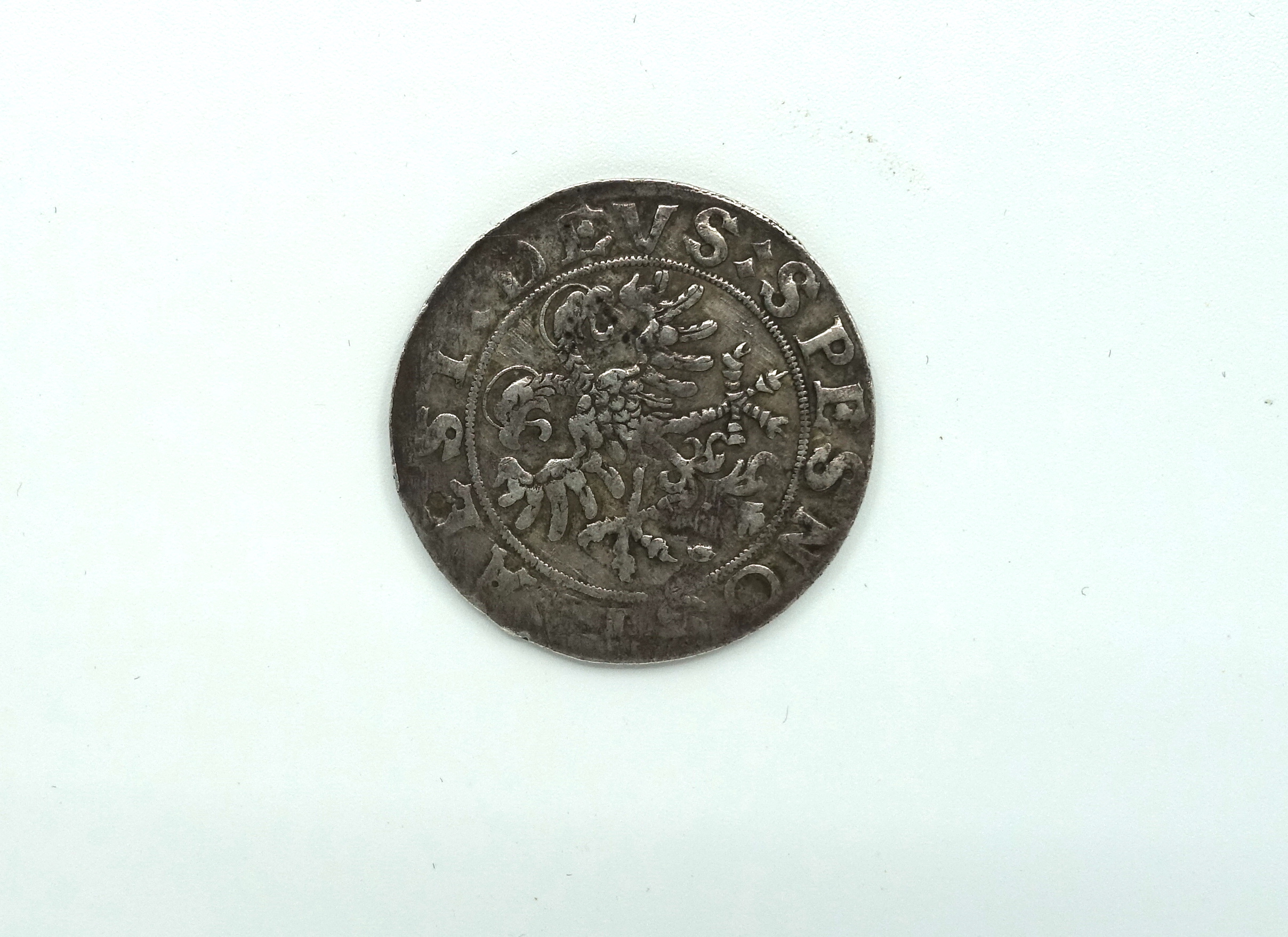
Schaffhauser Dicken (aus der Sammlung des Jüdischen Museums der Schweiz) aus dem Jahr 1617. Der Wert dieser Münze entspricht dem Leibzoll von 24 Kreuzern, den Juden ab 1676 zahlen mussten, um sich in Schaffhausen aufzuhalten.

Der Leibzoll, auch Leibmaut oder Judengeleit genannt, war eine im alten deutschen Reich erhobene Geleitsabgabe, die reisende Juden beim Überschreiten einer territorialen Zollgrenze für ihren persönlichen Schutz und damit für ihre körperliche Unversehrtheit zu entrichten hatten.

## Geschichte
Die Bezeichnung „Leibzoll“ wurde auch für die Zollpflichtigkeit von Vieh verwendet. Auch deshalb wurde die Abgabe häufig als unwürdig empfunden. Im Vest Recklinghausen betrug gemäß dem Zolltarif von 1786 der Leibzoll 3 Stüber. Auf dem Druck des Erlasses von Kurfürst Maximilian Franz von Österreich, mit dem der vestische Zolltarif von 1786 bekanntgemacht wurde, war die Zeile zum Leibzoll („Ein Jude zahlt 3 Stbr.“) zwischen den Zeilen des Zolltarifs für ein Rind (1 Stüber) und ein Ohm Wein (7 Stüber) eingefügt.
Formal war der Leibzoll ein Ausfluss des Geleitrechts, das als Regal (Judenregal) an die Landesherren übergegangen war. Der Leibzoll zog also eine Gegenleistung, nämlich den Schutz durchreisender bzw. nicht ansässiger Juden nach sich. Er ist in dieser Form vom Juden-Schutzgeld zu unterscheiden, das von ansässigen Juden entrichtet werden musste.
Auf dem Gebiet der heutigen Schweiz waren die Juden der demütigenden Praxis der Leibzollabgabe unterworfen, insbesondere zwischen dem 17. und 18. Jahrhundert. Darüber hinaus zahlten Juden höhere Steuern für ihre Waren, oft sogar das Doppelte des regulären Betrags.    
Zürich war besonders streng, wie ein Erlass aus dem Jahr 1675 zeigt, der es nur „Judenpferden“ erlaubte, Zürcher Gebiet zu durchqueren, während Juden keinen Fuß auf Land setzen durften. Für die Überquerung des Zürcher Bodens mit ihren Pferden mussten die Juden den doppelten Zollsatz bezahlen.
Der Judenleibzoll in Schaffhausen wurde 1676 auf 24 Kreuzer festgesetzt. Für diese Summe durften sich die Juden zwei Tage in der Stadt aufhalten und Handel treiben, solange der gesamte Handel in bar abgewickelt wurde.
Die Behörden profitierten oft vom Leibzoll. In Basel wurde das Geld durch den Oberstknecht eingezogen. Die jüdische Gemeinde Basels war im 18. Jahrhundert auf über 700 Familien angewachsen, und 1723 belief sich die Pauschalsumme des Leibzolls auf rund 500 Pfund.  
1797 schaffte die Helvetische Consulta auf Anordnung Napoleons den Judenzoll ab. In der Praxis hatte dies zur Folge, dass alle persönlichen Steuern und Abgaben (Leibzoll) für französische Juden abgeschafft wurden. In Schaffhausen dauerte es weitere zwei Jahre, bis diese Abgaben abgeschafft wurden, und der Gemeinderat beschloss, den Leibzoll für nicht-französische Juden beizubehalten. In ähnlicher Weise beschloss der Kleine Rat von Freiburg 1804, für alle Juden, die keine französischen Staatsbürger waren, höhere Brückenzölle zu erheben.
Aus diesen Beispielen wird deutlich, dass, obwohl der Leibzoll 1797 offiziell abgeschafft wurde, zusätzliche Gebühren und Mautgebühren weiterhin erhoben wurden in Gebieten, die Juden gegenüber feindlich eingestellt waren. In der Schweiz, wie in Liechtenstein, blieben für Juden restriktiven Vorschriften und Politiken bis weit ins 19. Jahrhundert hinein bestehen.  
Wolf Breidenbach war ein deutscher Bankier und Hoffaktor und gilt als der Urheber der Ablösung des Leibzolles in Deutschland. Nach seiner Bemühungen wurde der Leibzoll – je nach Ort – bis 1806/1823 erhoben.